# Noviercas
Noviercas è un comune spagnolo di 218 abitanti situato nella comunità autonoma di Castiglia e León.